# EMF Nations Games 2024
EMF Nations Games 2024 byly 4. ročníkem série dvou turnajů Evropských her v malém fotbale, které sloužily jako příprava na ME v malém fotbale 2024. Konaly se v Podgorici v Černé Hoře a v  Galantě na Slovensku.

## 1. turnaj (Podgorica, Černá Hora)
První turnaj série EMF Nations Games 2024 se konal v černohorském hlavním městě Podgorica v období od 30. dubna do 1. května 2024. Účastnily se ho 4 týmy, které hrály v jedné skupině po 4 týmech. První dva týmy z tabulky odehrály finále, týmy na třetím a čtvrtém místě hrály zápas o bronz. Turnaj vyhrál Ázerbájdžán.

## Stadion
Turnaj se hrál na jednom stadionu v jednom hostitelském městě: Stadion Malih Sportova (Podgorica).
| Podgorica              |
| ---------------------- |
| Stadion Malih Sportova |
| Kapacita: 2 000        |

## Skupinová fáze
| Týmy na prvních dvou místech postupují do finále        |
| Týmy na třetí a čtvrté pozici postupují do boje o bronz |
| Vítěz zápasu je tučně zvýrazněn                         |

Všechny časy zápasů jsou uvedeny ve středoevropském letním čase (SELČ).

### Tabulka
| Tým                 | Z | V | R | P | VG | IG | +/− | B |
| ------------------- | - | - | - | - | -- | -- | --- | - |
| Rumunsko            | 3 | 3 | 0 | 0 | 7  | 1  | +6  | 9 |
| Ázerbájdžán         | 3 | 2 | 0 | 1 | 10 | 3  | +7  | 6 |
| Černá Hora          | 3 | 1 | 0 | 2 | 8  | 11 | −3  | 3 |
| Bosna a Hercegovina | 3 | 0 | 0 | 3 | 3  | 13 | −10 | 0 |

| 30. dubna 2024 16:00 |        |             |                                   |
| Rumunsko             | 1 : 0  | Ázerbájdžán | Stadion Malih Sportova, Podgorica |
| Marius Balogh 49'    | Report |             | Stadion Malih Sportova, Podgorica |

| 30. dubna 2024 17:15                                                                 |        |                                                  |                                   |
| Černá Hora                                                                           | 5 : 3  | Bosna a Hercegovina                              | Stadion Malih Sportova, Podgorica |
| Jovan Kaluđerović 2' Aleksandar Bošković 4', 20' Boris Mijović 4' Ivan Pejaković 15' | Report | Suno Dedić 11' Miloš Urta 34' Nikola Popovac 45' | Stadion Malih Sportova, Podgorica |

| 30. dubna 2024 20:00 |        |                                                                          |                                   |
| Černá Hora           | 1 : 4  | Rumunsko                                                                 | Stadion Malih Sportova, Podgorica |
| Dragan Radoman 28'   | Report | Viorel Șaim 25' Sharon Chirica 34' Claudiu Murariu 36' Marius Balogh 48' | Stadion Malih Sportova, Podgorica |

| 30. dubna 2024 21:15 |        |                     |                                   |
| Ázerbájdžán | 6 : 0  | Bosna a Hercegovina | Stadion Malih Sportova, Podgorica |
| Mirkamil Aliyev 7' Tamkin Khalizade 10' Aghaseyid Gasimov 15' Tamraz Amriyanov 20' Ramiz Chovdarov 33' Kamran Gurbatov 37' | Report |                     | Stadion Malih Sportova, Podgorica |

| 1. května 2024 14:00                      |        |                     |                                   |
| Rumunsko                                  | 2 : 0  | Bosna a Hercegovina | Stadion Malih Sportova, Podgorica |
| Marius Ionescu 13' Gabriel Dumitrascu 32' | Report |                     | Stadion Malih Sportova, Podgorica |

| 1. května 2024 15:15                         |        |                                                                            |                                   |
| Černá Hora                                   | 2 : 4  | Ázerbájdžán                                                                | Stadion Malih Sportova, Podgorica |
| Rijad Dervišević 23' Aleksandar Bošković 50' | Report | Vusal Isayev 7' Mirkamil Aliyev 14' Tural Narmanov 17' Eshgin Taghiyev 49' | Stadion Malih Sportova, Podgorica |

#### O 3. místo
| 1. května 2024 18:00                                           |        |                     |                                   |
| Černá Hora                                                     | 3 : 1  | Bosna a Hercegovina | Stadion Malih Sportova, Podgorica |
| Aleksandar Bošković 22' Rijad Dervišević 40' Zoran Kovač 50+1' | Report | Miloš Urta 15'      | Stadion Malih Sportova, Podgorica |

#### Finále
| 1. května 2024 19:15                                                                              |        |                                                                    |                                   |
| Ázerbájdžán                                                                                       | 5 : 4  | Rumunsko                                                           | Stadion Malih Sportova, Podgorica |
| Mirmehdi Rzayev 3' Eshgin Taghiyev 3' Tamkin Khalizade 5' Kamran Gurbatov 24' Seymur Mammadov 35' | Report | Sharon Chirica 33' Vlăduț Mocanu 44' Mircea Ioan Popa 50+1', 50+2' | Stadion Malih Sportova, Podgorica |

## 2. turnaj (Galanta, Slovensko)
Druhý turnaj série EMF Nations Games 2024 se konal ve slovenském městě Galanta v období od 7. května do 8. května 2024. Účastnily se ho 4 týmy, které hrály v jedné skupině po 4 týmech. První dva týmy z tabulky odehrály finále, týmy na třetím a čtvrtém místě hrály zápas o bronz. Turnaj vyhrálo Slovensko.

## Stadion
Turanj se odehrál na jednom stadionu v jednom hostitelském městě: Stadion FC Slovan Galanta, (Galanta).
| Galanta                   |
| ------------------------- |
| Stadion FC Slovan Galanta |
| Kapacita: 3000 Galanta    |

## Skupinová fáze
| Týmy na prvních dvou místech postupují do finále        |
| Týmy na třetí a čtvrté pozici postupují do boje o bronz |
| Vítěz zápasu je tučně zvýrazněn                         |

Všechny časy zápasů jsou uvedeny ve středoevropském letním čase (SELČ).

### Tabulka
| Tým       | Z | V | R | P | VG | IG | +/− | B |
| --------- | - | - | - | - | -- | -- | --- | - |
| Slovensko | 3 | 3 | 0 | 0 | 9  | 5  | +4  | 9 |
| Bulharsko | 3 | 1 | 0 | 2 | 8  | 7  | +1  | 3 |
| Izrael    | 3 | 1 | 0 | 2 | 7  | 9  | −2  | 3 |
| Česko     | 3 | 1 | 0 | 2 | 8  | 11 | −3  | 3 |

| 7. května 2024 16:45 |        |        |                                    |
| Slovensko            | 1 : 0  | Izrael | Stadion FC Slovan Galanta, Galanta |
| Adam Kuľha 47'       | Report |        | Stadion FC Slovan Galanta, Galanta |

| 7. května 2024 18:00                   |        |                       |                                    |
| Česko                                  | 2 : 1  | Bulharsko             | Stadion FC Slovan Galanta, Galanta |
| Josef Stránský 31' Stanislav Mařík 39' | Report | Lubomir Guentchev 35' | Stadion FC Slovan Galanta, Galanta |

| 7. května 2024 19:30 |        |                                                        |                                    |
| Bulharsko | 6 : 3  | Izrael                                                 | Stadion FC Slovan Galanta, Galanta |
| Nikolay Marinov 6' Nikola Pramatarov 15' Dobrin Petrov 17' Ilian Genadiev 18' Miroslav Kayryakov 33' Nedelian Kostadinov 50' | Report | Dor Navon 12' Mordehai Moti Kadosh 20' Amir Abeles 47' | Stadion FC Slovan Galanta, Galanta |

| 7. května 2024 20:45                                                                      |        |                                                                         |                                    |
| Slovensko                                                                                 | 6 : 4  | Česko                                                                   | Stadion FC Slovan Galanta, Galanta |
| Tomáš Mikluš 11', 20' Jakub Hudec 18' Adam Kuľha 35' Martin Jurkemik 41' Martin Antol 48' | Report | Ondřej Paděra 1' Petr Sirotek 12' Jaroslav Kubát 16' Danill Doleček 19' | Stadion FC Slovan Galanta, Galanta |

| 8. května 2024 10:00                 |        |                     |                                    |
| Slovensko                            | 2 : 1  | Bulharsko           | Stadion FC Slovan Galanta, Galanta |
| Jaroslav Repa 23' Michal Kružlík 37' | Report | Nikolay Marinov 30' | Stadion FC Slovan Galanta, Galanta |

| 8. května 2024 11:15                                        |        |                                       |                                    |
| Izrael                                                      | 4 : 2  | Česko                                 | Stadion FC Slovan Galanta, Galanta |
| Ofek Benun 8', 33' Mordehai Moti Kadosh 28' Amir Abeles 49' | Report | David Macháček 35' Josef Stránský 42' | Stadion FC Slovan Galanta, Galanta |

#### O 3. místo
| 8. května 2024 13:00 |        |                                                          |                                    |
| Izrael               | 1 : 3  | Česko                                                    | Stadion FC Slovan Galanta, Galanta |
| Ahmad Gabarin 8'     | Report | Jaromír Frébort 6' Josef Stránský 28' Danill Doleček 44' | Stadion FC Slovan Galanta, Galanta |

#### Finále
| 8. května 2024 14:30 |        |                   |                                    |
| Slovensko            | 1 : 1  | Bulharsko         | Stadion FC Slovan Galanta, Galanta |
| Adam Bombicz 8'      | Report | Dobrin Petrov 49' | Stadion FC Slovan Galanta, Galanta |

|                                        |       | Penaltový rozstřel                    |  |
| Jaroslav Repa Jakub Hudec Adam Bombicz | 3 : 1 | Lubomir Guentchev Nedelian Kostadinov |  |